# Holmskioldia
Holmskioldia es un género de plantas con flores perteneciente a la familia de las labiadas. Comprende dos especies. Es nativo de la India a Birmania.

## Etimología
El género se nombra en honor de Theodor Holmskiøld (ca. 1731-1793), un noble danés descendiente de suecos que escribió "Beata ruris otia fungis Danicis", publicada en 1799.

## Especies
- Holmskioldia microcalyx (Baker) W. Piep.
- Holmskioldia sanguinea Retz.

## Sinonimia
- Hastingia K.D.Koenig ex Sm. (1806).
- Platunum A.Juss. (1806).[2]